# Gouvernement Spasovski
République de Macédoine du Nord
Zaev I Zaev II
Le gouvernement Spasovski (en macédonien : Влада на Спасовски) est le gouvernement de la république de Macédoine du Nord entre le 3 janvier et le 30 août 2020, sous la IXe législature de l'Assemblée.
Il est dirigé par le social-démocrate Oliver Spasovski et repose sur une coalition avec le principal parti d'opposition. Formé dans la perspective des élections anticipées, finalement repoussées, il succède au premier gouvernement de centre gauche de Zoran Zaev. À l'issue de ce scrutin, il cède le pouvoir au gouvernement Zaev II.

## Historique
Dirigé par le nouveau président du gouvernement social-démocrate Oliver Spasovski, précédemment ministre de l'Intérieur, ce gouvernement est constitué et soutenu par une coalition entre l'Union sociale-démocrate de Macédoine (SDSM), l'Organisation révolutionnaire macédonienne intérieure - Parti démocratique pour l'unité nationale macédonienne (VMRO-DPMNE) et l'Union démocratique pour l'intégration (BDI/DUI). Ensemble, ils disposent de 81 députés sur 120, soit 67,5 % des sièges de l'Assemblée.
Il est formé à la suite de la démission de Zoran Zaev, au pouvoir depuis juin 2017.
Il succède donc au gouvernement Zaev I, constitué et soutenu par une coalition entre la SDSM et la BDI/DUI.

### Formation
Conformément à un accord passé en octobre 2019 entre les principaux partis macédoniens, Zoran Zaev démissionne le 3 janvier 2020, afin de passer le pouvoir à un gouvernement transitoire dirigé par Oliver Spasovski, chargé de gouverner le pays pendant 100 jours, jusqu'aux élections législatives anticipées du 12 avril suivant. Le président de la République Stevo Pendarovski confie quelques heures plus tard à Spasovski le soin de former un nouveau cabinet.
Dans la foulée, Spasovski présente son équipe devant l'Assemblée. Par rapport au gouvernement précédent, les deux principaux changements concernent le ministère de l'Intérieur et le ministère du Travail, dont les ministres sont désignés par le VMRO-DPMNE. Il reçoit ensuite la confiance des députés par 101 voix favorables.

### Report des élections
Le Parlement prononce sa dissolution le 12 février suivant, afin de permettre la tenue de nouvelles élections, par 108 votes positifs. Le 23 mars, conformément à un accord passé entre tous les partis, Spasovski ordonne à la commission électorale l'arrêt des préparatifs du scrutin en usant des pouvoirs que lui confère l'état d'urgence, proclamé cinq jours plus tôt pour faire face à la pandémie de Covid-19,. L'état d'urgence prend fin le 13 juin, ouvrant la voie à la tenue des législatives pour lesquelles le gouvernement et l'opposition s'accordent finalement sur la date du 15 juillet,.

## Composition
| Portefeuille                                                                                      | Nom | Nom | Nom                | Parti      |
| ------------------------------------------------------------------------------------------------- | --- | --- | ------------------ | ---------- |
| Président du gouvernement                                                                         |     |     | Oliver Spasovski   | SDSM       |
| Vice-présidente du gouvernement Ministre de la Défense                                            |     |     | Radmila Šekerinska | SDSM       |
| Vice-présidente du gouvernement Chargée des Affaires économiques                                  |     |     | Mila Carovska      | SDSM       |
| Vice-président du gouvernement Ministre du Système politique et des Relations intercommunautaires |     |     | Sadula Duraki      | BDI/DUI    |
| Vice-président du gouvernement Chargé des Affaires européennes                                    |     |     | Bujar Osmani       | BDI/DUI    |
| Ministre de l'Intérieur                                                                           |     |     | Nake Kulev         | VMRO-DPMNE |
| Ministre des Affaires étrangères                                                                  |     |     | Nikola Dimitrov    | Sans       |
| Ministre des Finances                                                                             |     |     | Nina Angelovska    | SDSM       |
| Ministre de l'Éducation et de la Science                                                          |     |     | Arber Ademi        | Sans       |
| Ministre de la Justice                                                                            |     |     | Renata Deskoska    | SDSM       |
| Ministre de l'Économie                                                                            |     |     | Krešnik Bekteši    | BDI/DUI    |
| Ministre du Travail et de la Politique sociale                                                    |     |     | Račela Mizrahi     | VMRO-DPMNE |
| Ministre de l'Agriculture, des Forêts et des Eaux                                                 |     |     | Trajan Dimkovski   | SDSM       |
| Ministre de l'Environnement et de l'Aménagement du territoire                                     |     |     | Naser Nuredini     | BDI/DUI    |
| Ministre des Transports et des Communications                                                     |     |     | Goran Sugareski    | SDSM       |
| Ministre de la Santé                                                                              |     |     | Venko Filipče      | SDSM       |
| Ministre de la Culture                                                                            |     |     | Husin Ismaili      | Sans       |
| Ministre des Collectivités locales                                                                |     |     | Goran Milevski     | SDSM       |
| Ministre de la Société de l'information et de l'Administration                                    |     |     | Damjan Mančevski   | SDSM       |